# Краматорський коледж ДонНУЕТ
Краматорський коледж ДонНУЕТ (повна назва — Краматорський коледж Донецького національного університету економіки і торгівлі імені Михайла Туган-Барановського) — коледж в Краматорську, в Донецькій області України. Знаходиться в місті Краматорськ на бульварі Машинобудівників (в районі «соцгорода»). Входить до складу Донецького національного університету економіки і торгівлі імені Михайла Туган-Барановського.

## Історія

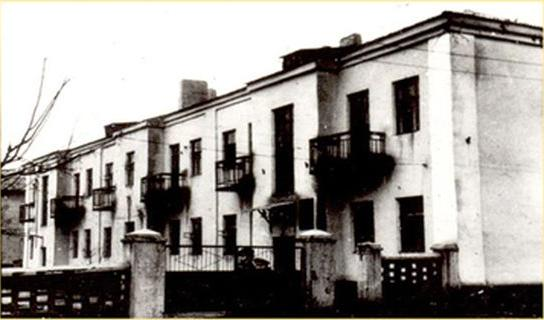
Старий навчальний корпус 1962 р.

Краматорський коледж ДонНУЕТ засновано 01 серпня 1962 року відповідно до наказу Міністерства торгівлі Української РСР від 27.07.1962 р. № 324 «Про організацію Дніпродзержинського, Житомирського, Краматорського технікумів радянської торгівлі, Харківського технікуму громадського харчування». Перша назва — Краматорський [технікум] радянської торгівлі. В 1997 році увійшов до складу Донецького державного університету економіки і торгівлі імені Михайла Туган-Барановського. В 2007 році університет отримав статус національного. Починаючи з 2016 року технікум перейменовано в коледж.

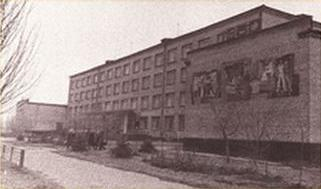
Навчальний корпус 1975 рік

Тому протягом своєї історії назва навчального закладу змінювалась таким чином:
- Краматорський технікум радянської торгівлі (1962—1997),
- Краматорський технікум Донецького державного університету економіки і торгівлі ім. М. Туган-Барановського (скорочено — КТ ДонДУЕТ) (1997—2007),
- Краматорський технікум Донецького національного університету економіки і торгівлі ім. М. Туган-Барановського (скорочено — КТ ДонНУЕТ) (2007—2016),
- Краматорський коледж Донецького національного університету економіки і торгівлі ім. М. Туган-Барановського (2016).

## Навчання
Спеціальності:

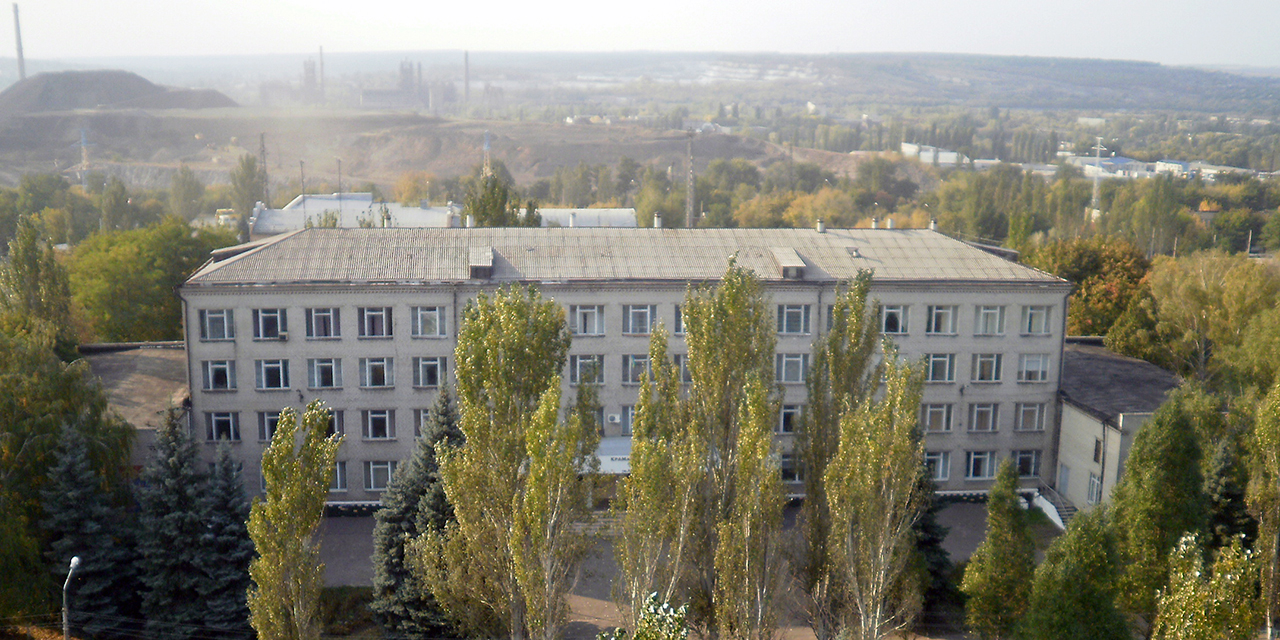
Навчальний корпус коледжу

- Підприємництво, торгівля та біржова діяльність, ОП: «Товарознавство і комерційна діяльність», «Економіка підприємства»;

- Харчові технології, ОП «Технологія харчування»;
- Готельно-ресторанна справа, ОП «Ресторанне обслуговування».

Вчена ступінь випускників: молодший спеціаліст.
Коледж здійснює підготовку фахівців за очною (денною) формою навчання на основі базової загальної середньої освіти, з одночасним одержанням повної загальної середньої освіти і видачею атестата державного зразка та диплома про вищу освіту з акредитованих спеціальностей. Також Коледж здійснює підготовку фахівців за очною (денною) та заочною(дистанційною) формою навчання на базі повної загальної середньої освіти на основі освітньо-кваліфікаційного рівня «кваліфікованого робітника» і видачу диплома про вищу освіту з акредитованих спеціальностей. 

### Основними напрямами діяльності Коледжу є
- підготовка фахівців за освітньо-кваліфікаційним рівнем «молодший спеціаліст», ступенів молодшого бакалавра та бакалавра для задоволення потреб національної економіки;
- підвищення кваліфікації, перепідготовка кадрів для підприємств і установ; підготовка та атестація науково-педагогічних та педагогічних кадрів; культурно-освітня, методична, видавнича, фінансово-господарська, навчально-виробнича робота;
- надання різноманітних освітніх послуг та інших послуг, не заборонених законодавством.

## Структура коледжу

### У Коледжі функціонують два відділення
- технологічне;
- товарознавчо-економічне.

### До складу підрозділів, що забезпечують навчально-виховний процес належать
- навчальні кабінети і лабораторії;
- бібліотека з читальною залою для викладачів та студентів[2];
- спортивна зала;
- актова зала;
- гуртожиток[3];
- їдальня.

## Досягнення

### Спортивні досягнення
Коледж має хороші спортивні традиції, у розпорядженні студентів є спортивний зал площею 600 м² для спортивних секцій, змагань різного рівня. Спортивна гордість коледжу і міста — колишній студент Артюхов Антон – майстер спорту, неодноразовий  чемпіон області, України і  світу з кікбоксингу серед юніорів.